# Molompize
Molompize è un comune francese di 275 abitanti situato nel dipartimento del Cantal nella regione dell'Alvernia-Rodano-Alpi.

## Storia

### Simboli
Il comune ha adottato come proprio emblema lo stemma che si trova  scolpito su una chiave di volta del castello d'Aurouze. 
Le losanghe derivano dal blasone della famiglia de Rochefort d'Aurouze, i fusi da quello dei de Courcelles , le conchiglie da quello dei d'Aurillac. Queste due ultime famiglie si unirono in seguito al matrimonio di Louis I de Courcelles con Alix d'Aurillac, ultima discendente della dinastia.

## Società

### Evoluzione demografica
Abitanti censiti